# Benito Lynch
Benito Lynch (Buenos Aires, 25 luglio 1885 – La Plata, 23 dicembre 1952) è stato uno scrittore argentino.

## Biografia
Giornalista di origini irlandesi, fu autore di importanti romanzi come Plata dorada (1909), suo esordio, Raquela (1918), Las mal calladas (1923), Palo verde (1925), ecc.
Lynch si avvicinò alla tradizione 'gauchesca', impreziosendola con la sua conoscenza degli uomini della pampa, che produsse descrizioni di personaggi e di paesaggi grandemente realistici.
Le sue opere si caratterizzarono per i contrasti psicologici, l'utilizzo del linguaggio vernacolare rioplatense, la ricchezza di umanità.